# Yudel Johnson
Yudel Johnson, född 6 juni 1981 i Kuba, är en kubansk boxare som tog OS-silver i lätt welterviktsboxning 2004 i Aten. Johnson vann panamerikanska spelen 1999.